# Grimsargh
Grimsargh – wieś w Anglii, w hrabstwie Lancashire, w dystrykcie Preston. Leży 46 km na północny zachód od miasta Manchester i 306 km na północny zachód od Londynu. W 2001 miejscowość liczyła 2164 mieszkańców.